# Bandera de Crimea
La bandera de Crimea (ucraniano: Прапор Криму, ruso: Флаг Крыма, tártaro de Crimea: Qırım bayrağı) es la bandera oficial de la República Autónoma de Crimea de Ucrania. Actualmente es también la bandera oficial de la República de Crimea de Rusia. Ha estado en uso desde 1992 y fue adoptada oficialmente el 21 de abril de 1999. Sus proporciones son de 1:2.
La bandera es tricolor, con los colores paneslavos. Está formada por tres franjas: la superior e inferior, de 1/6 de la misma, son de color azul y rojo respectivamente y la central, de 2/3 de altura, de color blanco.

## Historia
Después del colapso de la Unión Soviética, muchos diseños fueron utilizados por los separatistas de Crimea. El diseño más utilizado en público fue una bandera blanca con un mapa de color azul de Crimea, que recuerda a la bandera de Chipre. Sin embargo, muchos miembros de la Rada Suprema de Crimea apoyaron la versión de una bandera blanca con siete colores del arco iris en la parte superior. Crimea proclama la autonomía, el 5 de mayo de 1992, sin elegir ninguna bandera oficial.
El 5 de junio de 1992, cinco propuestas fueron presentadas al Parlamento de Crimea :
1. Tribanda azul-blanco-azul con un gran espacio en blanco y franjas azules estrechas en los bordes superior e inferior de la bandera.
2. Bandera blanca con los siete colores del arco iris en la parte superior.
3. Blanco sobre campo azul claro.
4. Tres bandas de amarillo-verde-azul con un mismo tamaño y una raya vertical de color rojo en el mástil.
5. El diseño azul-blanco-rojo actual con el escudo de armas en el centro.

Esta última, diseñada por V. Trusov y A. Malgin, fue seleccionada para ser la bandera de Crimea. El escudo de armas de G. Jefetov y V. Jagunov fue recomendada para su visualización en la bandera. El diseño final de la bandera se presentó en la segunda sesión de la Rada Suprema de Crimea el 24 de septiembre de 1992. La bandera fue adoptada oficialmente el 21 de abril de 1999.

## Banderas históricas

Bandera de la República Popular de Crimea solo en 1917.

Bandera de la República Popular de Crimea solo entre 1917 hasta enero de 1918. Lleva el «Taraq tamğa» o «tridente de Girays» establecido por Hacı I Giray.

Bandera del Gobierno Regional de Crimea al mando del general Sulkiewicz.

### República Popular de Crimea (1917-1918)
Cuando los tártaros de Crimea proclamaron la independencia como República Popular de Crimea del Imperio ruso en diciembre de 1917, usaron una bandera con tres franjas horizontales, la superior e inferior de color azul celeste y la central de color oro. La República Popular de Crimea tuvo un recorrido efímero y cuando los bolcheviques tomaron el control en Crimea, a principios de 1918, la bandera fue abolida.

### Gobierno Regional durante la ocupación alemana de Crimea (1918)
El Gobierno Regional de Crimea fue un breve período histórico durante la ocupación alemana de Crimea, de junio a noviembre de 1918, en el que el territorio gozaba de autonomía administrativa, bajo el mando del general Sulkiewicz. Su gobierno adoptó una bandera azul, color tradicional de los tártaros de Crimea, pero que incluía también el escudo del Imperio ruso en el período de la Gubernia de Táurida.

### República Autónoma Socialista Soviética de Crimea
El 18 de octubre de 1921 Crimea se constituyó como República Autónoma Socialista Soviética dentro de la RSFS de Rusia. Tenía su propia bandera, roja con las letras en cirílico КрССР y en el alfabeto árabe ق س ش ج. 
En 1929 las letras fueron cambiadas para incluir КрАССР y QrMSŞÇ en el alfabeto túrquico uniforme. La bandera fue nuevamente modificada en 1938 con las letras en cirílico РСФСР y КрАССР. La bandera fue abolida en 1944, cuando la autonomía fue suprimida, dando paso al óblast de Crimea, que no disponía de símbolos propia.

Bandera de la RASS de Crimea (1921)
Bandera de la RASS de Crimea (1937)
Bandera de la RASS de Crimea (1938)

## Bandera y Escudo de los pueblos tártaros de Crimea

Bandera de los pueblos tártaros de Crimea (Qırımtatar bayrağı o Kök bayraq).

Emblema de los pueblos tártaros de Crimea.

### Banderas étnicas de los tártaros de Crimea
Los tártaros de Crimea usan sus propias banderas tradicionales. La Kök Bayra (bandera azul) es una bandera de color azul celeste, que incluye un damğa o sello tradicional de color oro. En la actualidad esta bandera sigue en uso como símbolo étnico de los tártaros de Crimea.
Se ha recomendado que la bandera y el escudo de los tártaros de Crimea reemplacen a la bandera actual porque la bandera de los tártaros de Crimea representa al pueblo tártaro y la bandera de Crimea actual se asemeja a la bandera rusa.
Esta también fue la bandera de la República Popular de Crimea entre 1917 hasta enero de 1918.

Bandera estatal y civil
Bandera religiosa
Bandera militar